# Patagonische spotlijster
De Patagonische spotlijster (Mimus patagonicus) is een vogelsoort uit de familie mimidae die voorkomt in Argentinië en plekken in Chili. Soms wordt hij gezien op de Falklandeilanden.